# Ліпер (Пенсільванія)
Ліпер (англ. Leeper) — переписна місцевість (CDP) в США, в окрузі Клеріон штату Пенсільванія. Населення — 136 осіб (2020).

## Географія
Ліпер розташований за координатами 41°22′14″ пн. ш. 79°18′20″ зх. д. / 41.37056° пн. ш. 79.30556° зх. д. (41.370455, -79.305587).  За даними Бюро перепису населення США в 2010 році переписна місцевість мала площу 1,36 км², уся площа — суходіл.

## Демографія
Згідно з переписом 2010 року, у переписній місцевості мешкало 158 осіб у 64 домогосподарствах у складі 44 родин. Густота населення становила 116 осіб/км².  Було 75 помешкань (55/км²).
Расовий склад населення:
| - 99,4 % — білих |

До двох чи більше рас належало 0,6 %. Частка іспаномовних становила 0,0 % від усіх жителів.
За віковим діапазоном населення розподілялося таким чином: 26,6 % — особи молодші 18 років, 58,2 % — особи у віці 18—64 років, 15,2 % — особи у віці 65 років та старші. Медіана віку мешканця становила 39,7 року. На 100 осіб жіночої статі у переписній місцевості припадало 79,5 чоловіків;  на 100 жінок у віці від 18 років та старших — 70,6 чоловіків також старших 18 років.
За межею бідності перебувало 32,1 % осіб, у тому числі 0,0 % дітей у віці до 18 років та 65,8 % осіб у віці 65 років та старших.
Цивільне працевлаштоване населення становило 55 осіб. Основні галузі зайнятості: освіта, охорона здоров'я та соціальна допомога — 43,6 %, будівництво — 23,6 %, транспорт — 16,4 %.